# 米莉安·塞拉
米莉安·塞拉（英語：Miriam Sylla，1995年1月8日—），意大利女子排球運動員，司職主攻。現時效力於義大利豪門米蘭女排俱樂部。
她是意大利國家女子排球隊隊员。
2021年9月4日，她代表意大利夺得2021年欧洲女子排球锦标赛冠军，並個人獲得最佳主攻。
2024年8月11日，她代表意大利夺得2024年奥运会女子排球比赛冠军，並個人獲得最佳主攻。
在俱乐部方面，2019年，她代表科内利亚诺女排俱乐部夺得2019年世界女排俱乐部锦标赛冠军。
2021年，她再次代表科内利亚诺女排俱乐部夺得2021年欧洲女子排球冠军联賽冠军。

## 獎項

### 个人荣誉
- 2018年世界女子排球錦標賽：最佳主攻手
- 2019年欧洲女子排球錦標賽：最佳主攻手
- 2021年欧洲女子排球锦标赛：最佳主攻手
- 2022年世界女子排球錦標賽：最佳主攻手
- 2024年女子排球國家聯賽：  最佳主攻手
- 2024年奥运会女子排球比赛：  最佳主攻手
- 2025年女子排球國家聯賽：  最佳主攻手

### 國家隊
- 2018年世界女子排球錦標賽： - 亚军
- 2019年欧洲女子排球錦標賽： - 季军
- 2021年欧洲女子排球锦标赛： - 冠军
- 2022年女子排球國家聯賽：   - 冠军
- 2022年世界女子排球錦標賽： - 季军
- 2024年女子排球國家聯賽：   - 冠军
- 2024年奥运会女子排球比赛：   - 冠军
- 2025年女子排球國家聯賽： - 冠軍

### 俱乐部
- 2019年世界女排俱乐部锦标赛： - 冠军（效力于科內利亞諾女排俱樂部）
- 2021年欧洲女子排球冠军联賽： - 冠军（效力于科內利亞諾女排俱樂部）